# 馬哈欽祖尼
21°25′S 47°12′E / 21.417°S 47.200°E
馬哈欽祖尼，是馬達加斯加的城鎮，位於該國中部，由上馬齊亞特拉區負責管轄，是拉蘭吉納區的首府，海拔高度1,102米，主要經濟活動是農業，2001年人口14,009。